# Anzotica
Anzotica je bila liburnska božica koja je u rimsko doba izjednačena s Venerom. U Ninu su otkrivena dva votivna natpisa na kojima se spominje Enzotica, odnosno Venus Anzotica, kao i kip te božice u društvu boga Prijapa. Pretpostavlja se da su svi ti spomenici pripadali svetištu te božice.

## Vanjske poveznice
- Anzotica Hrvatska enciklopedijaa
- Anzotica  Arhivirana inačica izvorne stranice od 12. veljače 2021. (Wayback Machine), Proleksis enciklopedija